# Mejrup Kirkeby
Mejrup Kirkeby is een plaats (by) in de Deense regio Midden-Jutland, en maakt deel uit van de gemeente Holstebro.
De plaats ligt op enkele kilometers ten oosten van de stad Holstebro aan de Primærrute 16.